# Уошито (горы)
Уо́шито (англ. Ouachita Mountains) — горный хребет в центральной части США, на территории штатов Арканзас и Оклахома.
Длина хребта составляет 496 км. Максимальная высота — 839 м.
Хребет образован серией параллельных гряд, сложенных известняками и песчаниками. На склонах произрастают широколиственные и сосновые леса. Имеются месторождения каменного угля, бокситов, барита.
На территории гор Уошито расположен национальный парк Хот-Спрингс.